# Confine tra Bielorussia e Russia
Il confine tra la Bielorussia e la Russia (Беларуска-расійская граніца/Российско-белорусская граница) descrive la linea di demarcazione tra i due Stati: prima del 1991, questa segnava il confine tra la RSFS Russa e la RSS Bielorussa. Il confine esiste formalmente, ma non ospita frontiere né richiede il pagamento di dazi doganali per via del trattato stipulato dall'Unione Russia-Bielorussia e dell'Unione economica eurasiatica.
Ha una lunghezza di 959 km.

## Storia
Il confine tra la Repubblica di Bielorussia e la Federazione Russa si formò formalmente dopo lo scioglimento dell'Unione Sovietica nel dicembre del 1991. Nel maggio 1995, Aljaksandr Lukašėnka e l'allora Primo ministro russo Viktor Černomyrdin scavarono una frontiera simbolica nell'Oblast' di Smolensk. La scelta del luogo nulla ha a che vedere con la posizione effettiva delle agenzie di guardia di frontiera, rimaste di stanza a Pskov e Smolensk (in Russia), e a Brėst (in Bielorussia).
Il 1 aprile 2011 è stato ufficialmente abolito il controllo doganale alla frontiera. Analizzando l'accordo, emerge che se le autorità di trasporto bielorusse rilevano irregolarità nei parametri controllati di un veicolo e/o assenza di documenti necessari o irregolarità nei documenti, rilasciano al conducente un avviso delle carenze individuate e lo informano sui documenti da ottenere prima di poter giungere nello Stato in cui intende effettuare l'accesso. La ratio che ha spinto a raggiungere tale accordo riguarda una maggiore flessibilità e rapidità d'accesso da una parte all'altra. Il veicolo sottoposto a controlli di polizia che transita è tenuto a comunicare i motivi del suo viaggio e il suo itinerario. Dopodiché, eventuali discrepanze tra i documenti emessi e le dichiarazioni effettuate saranno valutate dalle autorità del Paese in cui si intende entrare, le quali sono tempestivamente informate. Il veicolo può lasciare il territorio dello Stato dell'Unione solo dopo che il vettore presenta l'avviso con la conformità russa.
Nell'aprile 2012, il comitato di frontiera della Bielorussia e della Russia ha tenuto una riunione a Hrodna. Durante l'incontro, Grigory Rapota, segretario di stato dell'Unione bielorussa-russa, ha dichiarato che 2.857 milioni di rubli russi erano stati previsti in bilancio per realizzare il progetto di cooperazione che si intendeva porre in essere dal 2011. Parte delle spese ha finanziato l'acquisto di due elicotteri per le unità di controllo delle frontiere bielorusse e per l'ulteriore addestramento delle guardie di frontiera bielorusse in Russia.
Non vi è praticamente alcun controllo alle frontiere quando si viaggia tra la Russia e la Bielorussia. Dall'ottobre del 2016, sono stati istituiti controlli dei documenti e divieto di accesso a tutti i cittadini di paesi terzi che viaggiano dalla Bielorussia alla Russia su strada, poiché è vietato dalla legge del secondo Paese a terzi di nazionalità straniera di entrare in Russia senza essere sottoposti ai controlli di frontiera: nei fatti, resta una situazione controversa per via della contraddizione intrinseca di voler controllare chi entra in Russia in valichi di frontiera che non effettuano controlli. L'ambasciata polacca in Bielorussia consiglia ai visitatori di entrare nella Russia continentale attraverso i punti Terehova–Burachki e Senkivka-Novye Yurkovichi.
I viaggi aerei tra la Bielorussia e la Russia sono stati trattati alla stregua di quelli domestici e non hanno subito controlli alle frontiere prima di maggio 2017 (esistono controlli di identità esistenti per i normali viaggi aerei nazionali in Russia e Bielorussia). Da allora, i voli sono stati trattati come internazionali dalla Russia ed è effettuato un controllo di frontiera completo sui cittadini di paesi terzi dalla Russia; nessun controllo formale di frontiera è applicato a cittadini russi e bielorussi.

## Caratteristiche

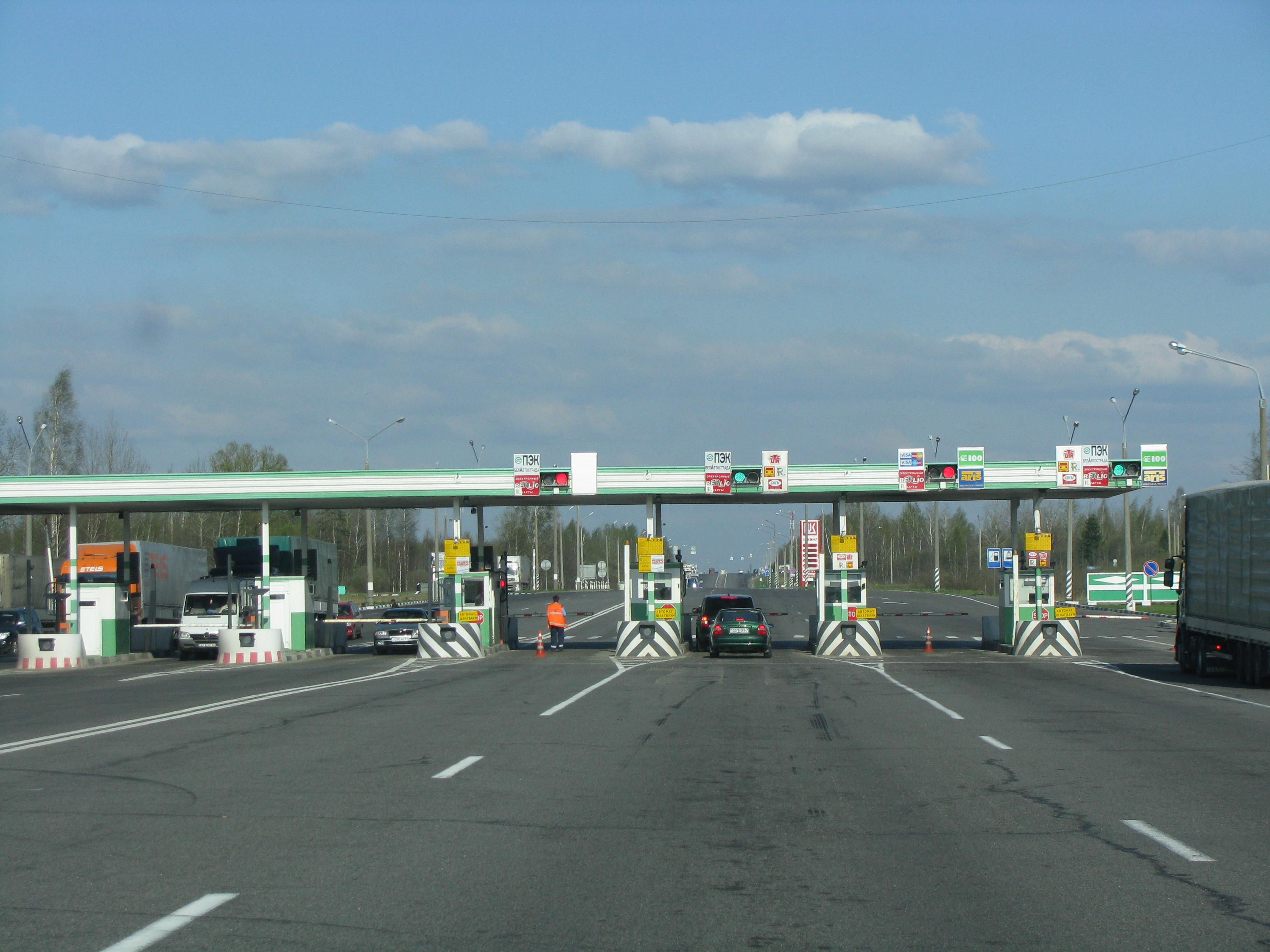
Frontiera in uscita dalla regione di Vicebsk verso la Russia

Il confine riguarda l'est della Bielorussia e l'ovest della Russia. Ha un andamento generale da nord a sud.
Inizia alla triplice frontiera tra Bielorussia, Lettonia e Russia e termina alla triplice frontiera tra Bielorussia, Russia ed Ucraina.
Lungo il suo percorso vi è anche l'exclave russa di Medvež'e-San'kovo.

## Voblasci ed Oblast' interessati
In Bielorussia, sono interessate dal confine le seguenti regioni (da nord verso sud):
- regione di Vicebsk
- regione di Mahilëŭ
- regione di Homel'.

In Russia sono interessate dal confine le seguenti Oblast':
- Oblast' di Smolensk
- Oblast' di Brjansk
- Oblast' di Pskov.